# Gens Minucia
La gens Minucia fue una familia de la Antigua Roma, que floreció desde los días más tempranos de la República hasta tiempo imperial. La gens era aparentemente de origen patricio, pero es conocida por sus ramas plebeyas. El primero de los Minucii en ostentar el consulado fue Marco Minucio Augurino, cónsul elegido en 497 a. C.
El nomen Minucius es frecuentemente confundido con Minicius y Municius. Los Minucii dieron su nombre a la calle conocida como Vía Minucia, el Pons Minucius, un puente en la Vía Flaminia, y una sala porticada en el Campus Martius.  La puerta conocida como Porticus Minucia fue nombrada después del cónsul de 110 a. C.

## Praenomina utilizada por la gens
Los Minucii utilizaron los praenomina Marcus, Publius, Quintus, Lucius, Tiberius, y Gaius.  Al menos un Minucius temprano llevó el praenomen Spurius. Otros praenomina aparecen raramente, y sólo en los siglos finales de la República.

## Ramas y cognomina de la gens
La rama más vieja de la familia, los Minucii Augurini, era originalmente patricia, pero en 439 a. C.. Lucius Minucius Augurinus se acercó a los plebeyos, y fue elegido tribuno de la plebe. Sus descendientes, incluían al cónsul de 305 a. C. y varios tribunos de la plebe posteriores.  El apellido es derivado del cargo de augur, un sacerdote importante especializado en adivinación. El colegio de augures mantuvo una alta estima, y la afiliación estuvo restringida a los patricios hasta 300 a. C.
Algunos de los tempranos Augurini llevaron el cognomen adicional Esquilinus, presumiblemente porque vivían en el cerro Esquilino. Apellidos más tardíos de la gens incluyen Rufus, Thermus, y Basilus. Los Minucii Rufi y Thermi aparecen desde finales del siglo III a. C. hasta la segunda mitad del siglo I d. C.. Rufus Significa "rojo" y probablemente se refería originalmente a alguien de cabello rojo.  Thermus podría referirse a un baño o a aguas termales. Los Minucii Basili aparecen sólo en el siglo final de la República.  Su apellido está derivado de basileus, la palabra griega para "rey". Un cierto número de Minucii plebeyos no tuvieron cognomen.